# 奧克洛科尼 (佛羅里達州)
奧克洛科尼（英語：Ochlokonee）是位於美國佛羅里達州萊昂縣的一個非建制地區。該地的面積和人口皆未知。

## 地理
奧克洛科尼的座標為30°28′21″N 84°24′25″W / 30.47250°N 84.40694°W，而該地的平均海拔高度為30米（即100英尺）。